# Isninger i tænderne
Isninger i tænderne føles som en akut isnende smerte, især når man spiser eller drikker noget koldt eller varmt.
Inderst i tanden findes de følsomme nerver. De er beskyttet af dentinen, som også kaldes tandbenet. I dentinen findes tusindvis af små dentinkanaler, der fører ind til nerverne. Hvis dentinkanalerne er blottede og udsættes for kulde, varme, surt eller sødt, stimuleres nerverne inde i tanden, hvilket giver en isnende smerte.
Tre ud af fire voksne danskere lider af isninger i tænderne. Næsten hver tiende lider af det hver dag, og en ud af fire lider af det mindst én gang om ugen ifølge en undersøgelse foretaget af Zapera for Colgate i 2007.

## Årsager til isninger i tænderne
Isninger i tænderne kan skyldes blottede dentinkanaler som følge af:
- Tilbagetrukket tandkød på grund af alder, forkert børstning eller tandkødsbetændelse.
- Syreholdige drikke, som har nedbrudt emaljen.
- Børstning med en stærkt slibende tandpasta, forkert børstning eller meget hyppig tandbørstning.
- En knækket tand eller en tand, der er slået en flig af.
- Tandblegning. Et studie offentliggjort i Tandlægebladet i april 2010 viser, at ca. halvdelen af dem, som får bleget tænder, oplever bivirkninger som isninger i tænderne[2].

## Behandling af isninger i tænderne
Siden 2009/2010 er tandlæger begyndt at anvende en ny teknologi til behandling af isninger i tænderne. Pro-Argin-teknologien, som den kaldes, er baseret på calciumcarbonat og arginin – en naturlig aminosyre, som findes i spyt. Teknologien virker ved, at det positivt ladede arginin og calciumcarbonaten bindes til den negativt ladede dentinoverflade. Dermed dannes et minerallag på dentinoverfladen, som både giver øjeblikkelig lindring og opbygger en beskyttende barriere, der blokerer for de stimuli (kulde og varme), der udløser isninger i tænderne.